# Simon (prénom)
Pour les articles homonymes, voir Simon.
Cette page présente le prénom Simon ainsi que ses variantes.
Simon est un prénom français d'origine hébraïque.

## Étymologie
On trouve deux étymologies au nom Simon :
le nom grec Simôn, nom ancien dérivé du terme grec simos, signifiant « qui a le nez camus » ; un nom masculin provenant de l'hébreu shimeone ou Sim’ôn et qui signifie littéralement « Dieu a entendu ma souffrance » ou « Yahvé a entendu » selon Genèse 29,33.
En français, son équivalent féminin est Simone (alors que Simone est la forme masculine dans d'autres langues, notamment en italien).

## Variantes linguistiques
- Bulgare : ‘’Симеон  [simëon]
- Français : Simon [simɔ̃]
- Italien : Simone [si'mo:ne]
- Polonais : Szymon [ʃɨmɔn]
- Russe : Семён [sʲɪmʲɔn]
- Slovaque : Šimon
- Kosovar : Sshimeoni
- Coréen : 시몬. Il s'agit d'une transcription en alphabet hangeul, la combinaison des deux syllabes formant le prénom "Simon" étant extrêmement rare en coréen.
- Allemand : Simon [ziːmɔn]
- Espagnol : Jimeno [ximeno]
- Basque : Ximeno / Ximun
- Hébreu : שִׁמְעוֹן (Shim`ôn)
- poitevin : Simoun
- Portugais : Simão
- Occitan :Simon [si'mu], [si'muⁿ], [si'mun]
- Finnois : Simo
- Kirundi : Simoni

## Personnalités portant ce prénom
- Pour l'ensemble des articles sur les personnes portant ce prénom, consulter :
  - la liste des articles dont le titre commence par ce prénom
  - les listes produites par Wikidata : Liste des personnes de prénom « Simon » — même liste en incluant les éventuels prénoms composés qui contiennent « Simon ».

Cette liste ne reprend que les prénoms trouvés sous la forme francophone.

### Saints et personnages bibliques
- saint Simon  : liste de plusieurs saints des Églises chrétiennes.
- Simon, frère de Jésus (Ier siècle) et/ou Siméon Ier de Jérusalem, qui seraient une seule et même personne selon Eusèbe de Césarée.
- Simon le Magicien (Ier siècle).

### Autres personnalités
- Simon d'Athènes, auteur et soldat grec du IVe siècle av. J.-C.
- Simon, dirigeant juif du IIe siècle av. J.-C.
- Simon, patriarche de Moscou de 1495 à 1511.
- Simon Berryer (1926-2009), dont le nom de scène est Sim, humoriste, chanteur, parolier et écrivain français. Il a participé à l'émission radiophonique Les Grosses Têtes.